# Carbonatos em Marte

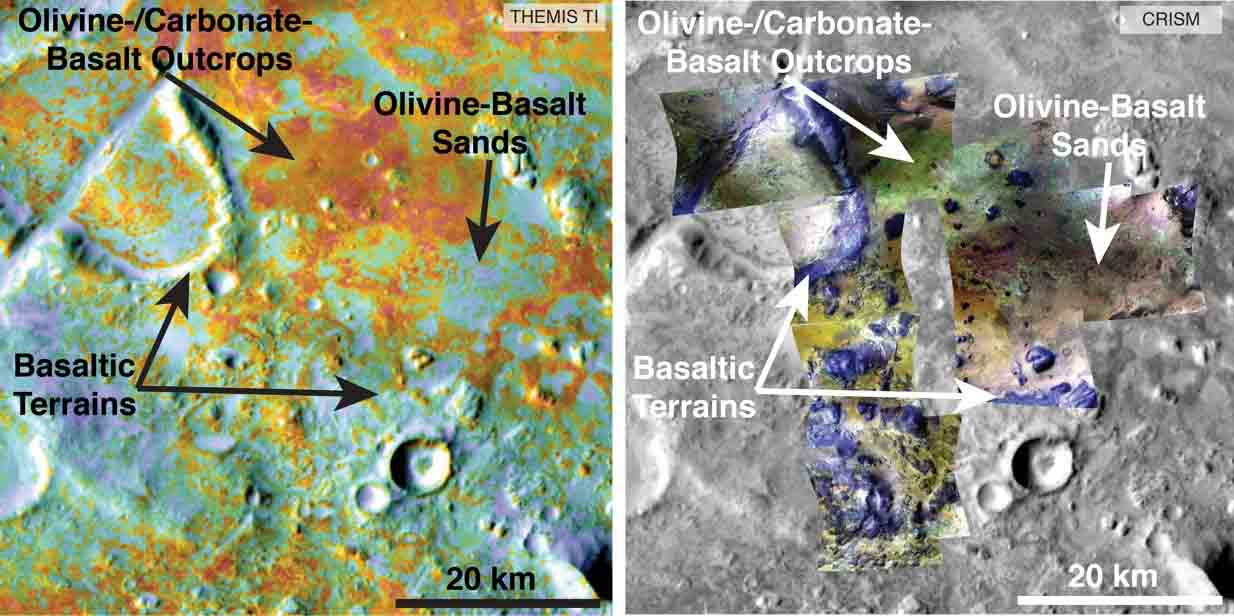
Região Nili Fossae em Marte mostrada por dados térmicos (THEMIS) e mineralógicos (CRISM), destacando depósitos de carbonato e composição da superfície.

Evidência de carbonatos em Marte permaneceram elusivas até recentemente. Por exemplo, a maioria dos instrumentos remotos de detecção como o OMEGA e o THEMIS que são sensíveis a formações espectrais de carbonatos, não sugeriram a presença de afloramentos de carbonato  a 100 m ou escalas espaciais mais ásperas. Apesar de onipresentes, carbonatos dominados por magnesita (MgCO3) na poeira marciana constituíam apenas uma fração de 5% da massa total e podem ter se formado durante as condições atmosféricas atuais. Além do mais, com a exceção dos compostos de poeira na superfície, carbonatos não tinham sido detectados por nenhuma missão in situ, apesar de o modelo mineralógico não incluir pequenas quantidades de carbonato de cálcio nas rochas classe Independence da colina Husband na cratera Gusev (nota: Uma convenção da IAU para a nomeação das formações no interior de Gusev ainda não foi estabelecida).
A primeira identificação bem sucedida de uma assinatura espectral em infravermelho de minerais carbonatos de escala local (< 10 km2) foi feita pela equipe da MRO-CRISM. Seus modelos espectrais identificaram um depósito crucial em Nili Fossae composto majoritariamente por uma única fase mineral que era dominada espacialmente por afloramentos de olivina. O mineral dominante parecia ser magnesita, enquanto a morfologia infravermelha da HiRISE e propriedades termais sugeriram que o depósito fosse de lítio. Estratigraficamente, a camada se situava entre filossilicatos abaixo e capas rochosas máficas acima, temporariamente entre os períodos Noachiano e o Hesperiano. Mesmo através de espectros infravermelhos representem minerais a uma profundidade de menos de {\displaystyle \approx }100 micrômetros (em contraste aos espectros gama que são sensíveis a profundidades de dezenas de cm), propriedades estratigráficas, morfológicas, e termais são consistentes com a existência do carbonato como afloramento ao invés de camadas de alteração. No entanto, a morfologia era distinta de camadas sedimentares de carbonatos terrestres sugerindo uma formação por alteração aquosa local de olivina e outros minerais ígneos. Porém, implicações cruciais eram de que a alteração teria ocorrido sob um pH moderado e que os carbonatos resultantes não estiveram expostos a condições aquosas de pH baixo contínuo mesmo em um período tão recente quanto o Hesperiano. Isso aumenta a probabilidade de uma escala geológica local e regional em Marte que fora favorável a análogos de atividade biológica terrestre por intervalos geológicos significativos.
Especula-se que ausência de depósitos de carbonato maiores em Marte se deva à dominância global de ambientes aquosos de baixo pH. Até mesmo os carbonatos menos solúveis, siderita (FeCO3), se precipitam apenas com um pH maior que 5
Evidência de quantidades significativas de depósitos de carbonato na superfície começaram a aumentar em 2008 quando os experimentos TEGA e WCL do aterrisador de 2007 Phoenix Mars encontraram 3-5wt% de calcita (CaCO3) e um solo alcalino. Em 2010 análises do veículo explorador de Marte Spirit, identificaram afloramentos ricos em carbonato de magnésio-ferro (16-34 wt%) nas colinas Columbia na cratera Gusev, mais provavelmente precipitados de soluções contendo carbonatos sob condições hidrotermais a um pH quase neutro em associação a atividade vulcânica durante o período Noachiano.